# Anthropological Linguistics
Das Anthropological Linguistics ist ein internationales, an der Indiana University Bloomington in den Vereinigten Staaten von Amerika vierteljährlich erscheinendes Fachperiodikum aus dem Fachgebiet der Anthropologischen Linguistik, das unter anderem Artikel aus den Feldern der historischen, prähistorischen und Ethnolinguistik sowie der Text- und Diskursanalyse, der Semantik und der Onomastik veröffentlicht und dabei einen Hauptfokus auf die indigenen Sprachen Nord- und Südamerikas legt. Die Zeitschrift wurde 1959 begründet und erscheint seitdem ununterbrochen.